# Lucian Bee's RESURRECTION SUPERNOVA
『Lucian Bee's RESURRECTION SUPERNOVA』（ルシアンビーズ リザレクション スーパーノヴァ）は、2009年7月30日に5pb.から発売されたPS2用恋愛アドベンチャーゲーム。開発はヒューネックス。乙女ゲームにも該当する。2010年5月20日にファンディスク『Lucian Bee's JUSTICE YELLOW』『Lucian Bee's EVIL VIOLET』が発売された。

## 概要
本作は従来の乙女ゲームと異なり、全ての攻略対象（ターゲット）に容貌・嗜好・礼儀などの常識の欠落が見られる。ターゲットに接触し、男性として磨き上げていくことがゲームの主な目的となる。各ターゲットとのEDを迎えるには「ファッション・食事・髪型・居住空間・マナー」に対応する5つのミッションの章を全てこなす必要があり、攻略対象ごとに改造の順番は異なる。章後半には「ステルス改造ミッション」と呼ばれるイベントが設けられ、主人公や仲間の行動を制限時間に迫られる中で適切に選び、成功へと導く判断力が求められる。

## ストーリー

### （『Lucian Bee's RESURRECTION SUPERNOVA』）
世界中の令嬢が集まる、大西洋にあるミレニアム島の全寮制女学院「インターパシフィッククレイドル (IPC)」の高等部に通う主人公のアンナ・ヒイラギは、各国の高校演劇部が競うレッドシアターリーグ (RTL) で金賞を獲得した日、謎の招待状を受け取る。翌日、IPCの理事長室に呼び出された主人公は、秘密特務機関「Lucian Bee's (LB)」の創立者でもある理事長から、全世界のダメダサ男を改造するストライカーにスカウトされた。戸惑う主人公だが、舞い込んだ依頼に同行し、LBのメンバーの活躍に魅力を感じたことで、自分もコードネーム「A」として参加を決意。初めての依頼となる、世界最大級の音楽メーカーに所属するアイドルグループ「ROMANXIA」の6人を改造するため、各国に飛び、アイドル活動再開に向けて仲間と共に暗躍することになった。

### （『Lucian Bee's JUSTICE YELLOW』）
「ROMANXIA」の復活から半年。平凡な生活を送っていたアンナはある日、新たな任務を言い渡される。それはMとQの代わりにメトロポリスVの1人をパートナーにしての新生「ROMANXIA」の経過観察というものだった。

### （『Lucian Bee's EVIL VIOLET』）
IPCに通う高校生、アンナはレッドシアターリーグで優勝した日、理事長室に呼び出されLBの一員にスカウトされる。初の任務は潜入捜査員「ダイバー」となってLBと敵対する組織「ダーサイン」の本部があるとされる「ロイヤルアカデミーオブディバイス (RAOD)」に単独潜入するものであった。

## 登場人物

### ルシアンビーズ
略称LB。ダメ男・ダサ男をイケメンへと改造するために結成された組織。ダメ男・ダサ男の更生も目的としている。IPCで優れた素質を持つ者を養成している。設立者のマスターLの采配を受け、ターゲットに直接接触する「ストライカー (STRIKER)」、改造する分野のスペシャリスト「メトロポリス V (METROPOLIS V)」、その他末端機関員の「ホワイトウイング (WHITE WING)」で構成される。ストライカーのみをLBと呼ぶこともあり、その場合のリーダーは主人公となる。

### 主人公
アンナ・ヒイラギ (ANNA HIIRAGI)（名前変換可能）
声：無し
17歳。165cm。45kg。コードネーム：A
日本のキョート出身。IPCの高等部2年生で、演劇部部長。世界的な大女優アスカ・ヒイラギを母に持つ。親譲りの美貌と天才的な演技力を兼ね備え、その能力ゆえにLBのエースストライカーに抜擢された。仕事で家を空けることが多い母には複雑な感情を抱いており、母に代わって在宅で仕事をこなしながら家事全般を引き受け育ててくれた父に、理想の男性像を重ねている。才色兼備で明るくカリスマ性もあり、性格も謙虚で素直なため友人も多い。他校の男子からの告白も後を絶たないが、完璧な父親と比べて劣る振る舞いや外見の欠点が気になり、すべて断っている。そのため恋愛経験は皆無。学生寮でパンダのタパン（声：山本彩乃）を飼っている。任務においては自分の考えを貫く勝気で向こう見ずな面も見せるが、まいた種を自ら片付ける責任感の強さと、どこまでもターゲットの幸せを第一に考える優しさを持つ。
『EVIL VIOLET』では潜入捜査員「ダイバー」となり、一人RAODへ乗り込む。衣装もストライカー時の黄色い衣服とは違い、黒い衣装に身を包む。

#### ストライカー
ターゲットの性格や悪化の原因を見極め、改造ミッションの糸口を作り、秘密裏にイケメン化させる役割を担う。状況に応じて臨機応変に職業や服装を使い分け、ターゲットとの恋愛禁止など3つの規約を厳守しながら、任務を完遂しなければならない使命を帯びている。
アンナ・ヒイラギ (ANNA HIIRAGI)
上記参照。
メルローズ・アタッチメント (MELROSE ATTACHMENT)
声：庄司宇芽香
19歳。176cm。54kg。コードネーム：M
普段はパリのトップモデル。フランス出身。本職よりもLBの任務を優先しており、ミッション中は自分の影武者にモデル業の活動を代行させている。常に冷静沈着で、感情で先走りやすい主人公やQを諌める役割を担う反面、膨大な知識と独特の感性を持つゆえに、常識とずれた言動を取ることもある。ストライカーの行動は彼女の判断で決めることが多い。IQ200の優秀な頭脳を生かし、LBの特殊なアイテム製作にも携わっている。各国のご当地アイテムを入手し、部屋に飾るのが趣味。婚約者がいる。
クワイエット・ブルーバード (QUIET BLUEBIRD)
声：小松由佳
18歳。172cm。56kg。コードネーム：Q
普段はアメリカで有名なマーシャルアーツのトレーナー兼バーの店長。スペイン出身。香港の孤児院にいた際、高い運動能力などLBとしての素養をマスターLに買われてスカウトされ、IPCを卒業した。喜怒哀楽が激しい情熱的な性格で、チームのムードメーカー的存在。「クワイエット」の名付け親はマスターLで、お喋り好きで喧しい少女への戒めが由来。服から香水まであらゆるブランド物を購入するものの、確認せずに片端から買うため、贋物を掴まされることも多い。イケメンに惚れっぽく、1人との恋愛が長続きしない。他人の恋愛話にも敏感で、よく主人公にその手の話題を振ってはMに咎められる。

#### メトロポリス V
略称MPV。普段は改造に当たる分野のスペシャリストとして各国で活躍しており、招集に応じて任務に加わる。『JUSTICE YELLOW』の攻略対象。
グィード・アシャンテ (GUIDO ASHANTI)
声：遊佐浩二
32歳。4月19日生まれ。186cm。67kg。コードネーム：G
MPVのリーダー。ファッションサーヴァントとして服装の改造を担当。普段はイタリアのミラノ出身のスーパーモデル。話術と外見で女性を夢中にさせ、仲良くするのが大好きな色男。お調子者で軽過ぎる性格が災いし、特にサディストのMやNに繰り返し虐げられているが、不屈の精神で復活するマゾヒストでもある。リーダーの威厳は皆無。武器は敵の衣類を一瞬で脱がすことの出来るハンガー「クリフハンガー」と、相手の身体サイズを計測するメジャー「オプティカルメーター」。この武器の特性ゆえに、MやQからは変態呼ばわりされている。
ディディエ・ライトノース (DIDIE LIGHTNORTH)
声：鈴木千尋
26歳。5月10日生まれ。173cm。62kg。A型。コードネーム：D
フードセーバーとして食の改造を担当。普段は出身のフランスで5つ星レストラン「キャトル・セゾン」のオーナー兼シェフを務めている。穏やかで天然な性格。料理については煩く、カロリー計算などにも細かい。ダーサインとの交戦中に繰り出した技が失敗したり、敵のバルバラに惚れられるなど、不幸体質の持ち主。武器は108の調理器具「パルチザン」と調味料。
ネイサン・ブラッドライン (NATHAN BLOODLINE)
声：神谷浩史
21歳。3月12日生まれ。176cm。58kg。A型。コードネーム：N
ヘアアーティストとして髪型の改造を担当。アメリカ出身。普段はサンフランシスコでカリスマ美容師として人気を博している。クールな性格だが、辛辣で皮肉屋。陽気に絡むGとは反りが合わず、何度も撃沈させている。猫好き。LBのメンバーの中で唯一、新人の主人公をなかなか認めず、厳しい態度を取る。銀髪の美男子という外見から、任務において女装させられることもある。幼少時に主人公の母親、アスカに助けられた過去を持つ。武器は鋏「ミラージュシザー」とドライヤー「パビリオン」。
フレデリック・バーナード・ジュニア (FREDERICK BARNARD Jr.)
声：福山潤
24歳。11月4日生まれ。160cm。53kg。AB型。コードネーム：F
デザインドクターとして居住空間におけるデザインの改造を担当。デンマーク出身。普段はコペンハーゲンでデザイン事務所を開く天才デザイナー。金の右目と紫の左目のヘテロクロミア。年の割には小さい背丈や、童顔、平仮名かカタカナしか使われない口調などが非常に幼い印象を与え、周囲には子供同然に扱われるが、本人は精神的に一番大人と自負しており、時折強かな面も見せる。わさびやハバネロ等の刺激物味のアイスクリームが好物。武器は掃除機「ミストレル」と箒「ディザスターライト」、改造用工具「メレルドラッケン」。
クロムウェル・ニーソン (CROMWELL NEESON)
声：大塚明夫
34歳。12月5日生まれ。182cm。71kg。A型。コードネーム：C
カルチャーマスターとしてマナーの改造を担当。イギリス出身。普段はロンドンで王族専用の仕立て屋を営んでいる。言動が丁寧で紳士的に振る舞うが、礼儀を守らない者には厳しい態度で仕置きを施し、激怒すると言葉遣いが冷酷になりかなり怖い。ギャンブル狂でもある。可愛らしく着飾った少女を好む趣味からロリコン疑惑を持たれているが、本人は否定。武器は他人を操る杖「マジェスティックステッキ」、マナーを改善させる弾を放つライフル「ジェントルマン」、敵を拘束する煙を出す煙草「バインドシガー」。

#### リーダー
マスターL
声：丹沢晃之
ルシアンビーズの創立者。主人公の通うIPCの理事長でもあり、本名などの個人情報は秘められている。

### ロマンシア
LBが改造するターゲットの6人組。ナタリー（声：平尾明香）が社長を務める音楽メーカー「エクスジェネレーション」に所属し、国境を越えたボーダレスアイドルとして注目されるが、実態は6つの国の権力者がそれぞれの事情から家族をデビューさせた寄せ集め集団。ダーサインの標的となり、数年の時間を掛けてダメ男化された。性格はいずれも個性的。デビュー当初は衝突が多く会話すら困難な状態だったが、メンバー内の結束は強いことを窺わせる場面も各ミッションで描かれる。本作である『RESURRECTION SUPERNOVA』の攻略対象。
ヴァン・カイエン (VAN CAIEN)
声：鈴木達央
17歳。7月21日生まれ。174cm。65kg。O型。国籍：日本。
ロマンシアのリーダー。トーキョーのサンノウジシティを席巻する巨大なガンライナー（暴走族）集団「天照爆走族（天爆）」のヘッド。アマテラス高校の3年生。日本で最も影響力を持つ政治家ミフネ・カイエンの息子でもある。モノバイ（一輪バイク）を運転する技術と刀捌きに優れ、1000人から構成される天爆内では非常に慕われている。視力は5.0以上。常に特攻服を身につける。毎食膨大な量のジャンクフードを食べ尽くすため内臓の調子が悪く、人前で平気で放屁をする。アニメのヒーローに憧れ、同じ髪型に長く伸ばしている。交通安全のお守りも兼ねたニャメネコのグッズを部屋中に置いている。弱い者や女性を虐げる人間には容赦しない熱血漢で、いざこざの解決時にはカリスマ性を発揮するが、仲間に瞬間湯沸かし器と噂されるほど気性が荒く素行も悪い。シャイな一面もあり、女性の扱いは苦手。
ジェシー”KID”スクワイア (JESSE "KID" SQUIRE)
声：寺島拓篤
18歳。4月8日生まれ。182cm。67kg。AB型。国籍：イギリス。
プライマルストリーム高校の3年生。インディーズバンド「Knights Of Round (KOR)」のギター兼ボーカル。世界中で知られるロックバンド「SUPER RAIN」のミュージシャンであるリアム・スクワイアの息子で、自身のKORも高い評価を得ている。偉大な父の二世として扱う世間に苛立ちを感じ、息子の自分に構う父にも反発しているが、父親譲りの女性の扱いに慣れた気障な面も持つ。自己中心的だが、犬と猫には優しい。針状の飾りのついたロック服を好む。異様な辛さと臭いの香辛料チョッパーを愛用。リーゼントを好み、長く重いロングホーン状に髪を固め、密かに願掛けをしている。ゴミ同然の古い物が部屋中に散乱。騒ぎの絶えないロマンシア内では冷静な対応も見せるが、考えるより前に手が出る粗暴な面もある。
レミィ”J”ベルモンド (REMMY "J" BELMONDO)
声：宮野真守
19歳。11月29日生まれ。177cm。59.5kg。O型。国籍：フランス。
名門貴族ベルモンド家の長男。ソレイユ大学の1年生。パリ国立歌劇団「グランエトワール」の花形スターで、美しい容姿だけではなく表現力も優れることから人気が高い。財閥の長ギュスターブを父に、元オペラ座の人気女優クロエを母に持つ。無類の女好きで、絶対の自信を持つ美貌を誇るナルシシストだが、繊細な面も秘めており、落ち込むと自室に閉じこもって悩む癖がある。前時代的で派手な衣装を好む。食材が見えないほど宝石と金箔を盛りつけた料理を食べる。長い髪をメイド達に毎日数時間かけて巻き毛にさせている。持ち物も部屋も薔薇で埋め尽くすほどの薔薇好き。出会う女性に愛情を見境なく振り撒く癖があり、多くの女性を泣かせている。
六花執（リィ・カトル） (LEE KATORU)
声：梶裕貴
16歳。2月9日生まれ。171cm。56kg。A型。国籍：中国。
上海を拠点とする中国随一のシンジケート「雷賊」のボスであるダオロンの息子。敵から身を守るために幼少時から女装で育ち、令嬢が通う女子校として名高い麗鈴学園の舞踏科2年に在籍。歌唱と舞踏の才能がずば抜けている。必要最低限の言葉しか話さない。家族とペットのフェレットには優しいが、彼らに危害を加えようとする者には冷酷となり殺人も厭わず、闇社会では堕猫の名で恐れられている。ダーサインの策略で味覚が失われており、ブロック食のみ服用。長くて硬い髪に暗器を仕込んでいる。父親から贈られる悪趣味な各国の土産が置かれる部屋は、足の踏み場もない状態。ボスに絶対服従のシンジケートで育ったことから、自己主張が全く出来ない性格。
ルーク・ロックウェル (LUKE ROCKWELL)
声：TAKERU
19歳。5月1日生まれ。185cm。69kg。A型。国籍：アメリカ。
アメリカ大統領ギリアン・ロックウェルの長男。世界で最も難関とされるUSCI大に首席で入学した秀才の1年生。優しい性格だが挙動不審な言動が多く、大学では嘲笑の的となっている。動き易いジャージを愛用。ジャパンと聞くだけでも興奮する日本びいきで、ジャパニーズフードに目がなく、特に納豆巻きを好む。短い金髪を七三に分けて先端のみ癖をつけた髪型だが、ダーサインに与えられた侍の髪型に見える細工が施された鏡に騙され、本人は自覚していない。レアなオタクグッズの収集家。自信が持てず過度に控え目に振る舞い、常に自分を卑下している。
アンジェリカ・アシュワン (ANJELICA ASIYUWAN)
声：日野聡
17歳。8月11日生まれ。180cm（アフロ込み）。60kg。O型。国籍：アラブ。
通称アンジェラ。ドバイ王ジャリルの次男。教育機関に通ったことがなく、全て家庭教師に任せられている。騒動好きでわがままな目立ちたがり屋だが、ドバイを愛する気持ちは非常に強く、ドバイ国民に広く慕われている。ロマンシアにも、母国の名を世界中に広めるために、唯一自ら参加した。鷹のシャムルを連れ歩いている。先祖が海賊だったことを誇りに思い、海賊服を身につける。常備する魚介類味の菓子で食事を済ませ、普通の料理には手をつけない。海賊王と同じ髪型と誑かされたアフロヘアを気に入っている。個人所有の飛空挺エルドラド号を始め、周囲を金色に輝かせて喜ぶ無類の黄金好き。庶民の感覚に縁がなく派手に財産を費やし、カジノのギャンブルで億単位の損害を出しても全く気にしない。

### ダーサイン
LBと対をなす犯罪組織かつ秘密結社。世界中の子息が集まるメガラニカ島にある全寮制男子校「ロイヤルアカデミーオブディバイス (RAOD)」を構成員育成の組織に位置づけ、忠誠を誓って働く者を選び抜いている。活動目的は不明。ロマンシアの活動休止も、数年前から関与していたダーサインによる悪影響が大きい。首領のレディXの命令を受け、彼女との謁見を許された幹部「ハニーバザード VI (HONEYBUZZARD VI)」、世界各国に配置された纏め役「エリアマスター (AREA MASTER)」、彼らのサポートを行う「ブラックバード (BLACK BIRD)」で構成される。

#### ハニーバザード VI
略称HBVI。ダーサインの中でも有能な6人の幹部を指す。通常活動するのはゼピュロスを除く5人で、6人目の正体については他の5人も詳しく知らされていない。『EVIL VIOLET』の攻略対象。
ライ・サイレンジ (RAI SAIRENJI)
声：菅沼久義
17歳。9月18日生まれ。178cm。61kg。A型。
HBVIのリーダー。ファッションを貶める達人。日本出身。普段はRAODの高等部3年生でファッションコースに所属。左目に眼帯を着用。学校では優等生でカリスマ性のあるクールな性格だが、同年代の主人公達の前ではGに服を剥ぎ取られるのを拒絶したり、オッサン呼ばわりされて憤慨するなど年相応の一面も持っている。意外にもゆるキャラ好き。レディXの実の息子であり、彼女に服従を誓っている。武器は二刀流の「キクイチモンジ」。
ジャガー・バッキンガム (JAGAR BUCKINGHAM)
声：伊藤健太郎
18歳。1月2日生まれ。180cm。73kg。B型。
マナーを貶める達人。オランダ出身。普段はRAODの高等部3年生でマナーコースに所属。人命を玩具扱いするなど、HBVIの中でも危険で凶暴な性格として知られ、レディXの許可を取らずに独断で行動を起こすこともある。しかし同時に自分の身も顧みないため、傷だらけになることもしばしば。表には出さないが、自分の居場所を無くす事をとても恐れている。武器はどくろ型の携帯電話「スカルプチャー」。
ミッシェル・ウー (MICHELLE WOO)
声：羽多野渉
14歳。12月28日生まれ。150cm。42kg。A型。
デザインを貶める達人。中国出身。普段はデザインコースに属するRAODの高等部1年生で飛び級で高校まで進学した天才児。わがままな性格で子供特有の無邪気で残忍な面も滲む。他人を見下す言動が多く、取り巻きは多いものの裏では陰口を叩かれており友人関係は複雑。対立関係にあるFとの戦闘は、幼稚な言い争いに終始することが多い。家族とは幼少時より離れて暮らしており、親代わりのレディXを「ママ」と呼び慕う。武器はノミの「サクシ」と木槌の「カハク」。
ヴォイド・モレ (VOID MOLLET)
声：鳥海浩輔
23歳。6月3日生まれ。182cm。75kg。O型。
髪型を貶める達人。通称ヴィオラ。フランス出身。普段はRAODの教師でヘアクラス担当。ラップのリズムに乗せて喋る。常にハイテンションで軽い性格だが、部下を身を挺して守る男気も見せる。昔はいじめられっ子だったらしく、HBVIの中では直接的な暴力を嫌う平和主義者。バルバラを慕っているが、あくまで特別な感情であり、同性愛者ではないと発言している。武器は鋏の「シザーズリッパー」と剃刀の「パニッシュレーザー」。
バルバラ (BARBARA)
声：高橋広樹
24歳。10月13日生まれ。172cm。体重秘密。B型。
食を貶める達人。オーストラリア出身。普段はRAODの保険医兼フードコース担当教師。外見と心は女性だが、れっきとした男性。機嫌が悪くなると声が低くなり男言葉に戻る。女性嫌いだが気に入った相手には好意的。仲間ではライを慕い、敵であってもDやNには好意を振り撒く。自由奔放な快楽主義者だが、HVVIの中では一番大人な思考の持ち主。武器はフライパンの「ローズエンペラー」と菜箸の「デッドエンド」。
ゼピュロス (ZEPHYRUS)
声：杉田智和
年齢不明。7月3日生まれ。168cm。64kg。血液型不明。
精神を貶める達人。常に仮面を着用。RAODの学生ではあるが人前には滅多に出ない。その正体はHBVIの最終兵器として造られたアンドロイド。人間の感情を持たず機械的に行動するが、小鳥には懐かれている。武器は全身を映す鏡「闇鏡（ディアブロミラー）」。

#### 首領
レディX
声：鈴木真仁
RAODの理事長を務める人物。配下から非常に怖れられている。外見と呼称から女性とされているが、真実を知る者はいない。

## スタッフ

### RESURRECTION SUPERNOVA
- 製作：株式会社5pb.
- 開発：ヒューネックス株式会社
- 原画：前田浩孝
- シナリオ：ランアンドガン・やまだ有見、恵村まお、澤村ゆり
- 企画・原案・ディレクター：岩崎大介

### JUSTICE YELLOW/EVIL VIOLET
- 製作：5pb.Inc.
- 開発：5pb.Games/Rejet
- 原画：前田浩孝
- ディレクター：岩崎大介
- シナリオ：ランアンドガン・やまだ有見、恵村まお、澤村ゆり
- サウンド：5pb.Records

## OP・ED曲

### RESURRECTION SUPERNOVA
オープニングテーマ「仮面の下のバラッド」
歌：ROMANXIA
エンディングテーマ「愛のMeteoric shower」
歌：ROMANXIA

### JUSTICE YELLOW
オープニングテーマ「情熱バッチョーネ」
歌：METROPOLIS V
エンディングテーマ「ロマンティックPuzzle」
歌：METROPOLIS V

### EVIL VIOLET
オープニングテーマ「運命のカデンツァ」
歌：HONEYBUZZARD VI
エンディングテーマ「鮮烈なるShade way」
歌：HONEYBUZZARD VI

## 関連商品

### CD
- PS2『ルシアンビーズ』OPテーマ「仮面の下のバラッド」EDテーマ「愛のMeteoric shower」
- PS2『ルシアンビーズ』キャラクターソングシリーズ

1. 無敵のBIG BANG!!!!!!!
2. ガチンコfreedom
3. 蜃気楼・イン・ザ・ダーク
4. アイノタメニタタカオー! –love future-
5. ブッチギリFreeway
6. 薔薇色real face

### 漫画
エンターブレイン配信のウェブコミック『コミックビーズログ エアレイド』において、田倉トヲル作画により2009年11月13日から2010年8月13日まで連載。